# Hayley Law
 (mars 2018).
Si vous disposez d'ouvrages ou d'articles de référence ou si vous connaissez des sites web de qualité traitant du thème abordé ici, merci de compléter l'article en donnant les références utiles à sa vérifiabilité et en les liant à la section « Notes et références ».
Hayley Law, née le 18 novembre 1992 à Vancouver, est une actrice et chanteuse canadienne.

## Biographie
Hayley Law née le 18 novembre 1992 est une Actrice et chanteuse.

Elle est connue pour le rôle de Valérie dans la série Riverdale.

## Séries télévisées
- Riverdale :  Valérie

## Télévision
| Année     | Titre           | Rôle          | Notes             |
| --------- | --------------- | ------------- | ----------------- |
| 2017-2018 | Riverdale       | Valerie Brown | Rôle récurrent    |
| 2017      | The Arrangement | Vena          | Épisode: The Leak |
| 2017      | Stickman        | Emma          | Téléfilm          |
| 2018      | Altered Carbon  | Lizzie Elliot | Rôle récurrent    |